# آندرس لیوی
آندرس لیوی (انگلیسی: Andrés Lioi؛ زادهٔ ۷ مارس ۱۹۹۷) بازیکن فوتبال اهل آرژانتین است.
از باشگاه‌هایی که در آن بازی کرده‌است می‌توان به باشگاه فوتبال روساریو سنترال اشاره کرد.